# Brookman Point
Der Brookman Point ist die nordöstliche Landspitze von Grant Island vor der Hobbs-Küste des westantarktischen Marie-Byrd-Lands. Sie stößt in die Reynolds Strait vor, die Grant Island von der nördlich gelegenen Insel Forrester Island trennt.
Entdeckt und kartiert wurde die Landspitze im Februar 1962 von Bord des Eisbrechers USS Glacier unter Kapitän Edwin Anderson McDonald (1907–1988). Das Advisory Committee on Antarctic Names benannte sie 1974 nach Leutnant Peter J. Brookman vom Civil Engineer Corps der United States Navy, leitender Offizier auf der Byrd-Station im Jahr 1970.